# Gold-Silber-Bronze-Kommandostruktur
Die Gold-Silber-Bronze-Kommandostruktur (gold silver bronze command structure, GSB) ist eine von den Notfallkräften des Vereinigten Königreichs verwendete Kommando-Struktur. Gleichwertig sind Bezeichnungen wie Strategisch-Taktisch-Operative Kommando-Struktur (strategic–tactical–operational command structure). Neben der übergeordneten Struktur existiert noch ein sogenanntes Platinlevel, mit dem das Eingreifen der Regierung in COBRA-Fällen bezeichnet wird.
Ursprünglich war GSB für die Reaktion auf plötzliche Notfälle konzipiert; später wurde es auch bei größeren planbaren Ereignissen, wie Sportereignissen, genutzt.

## Entwicklung
Das Konzept wurde 1985 vom Metropolitan Police Service als Reaktion auf den Broadwater-Farm-Aufstand, in dessen Verlauf der Polizist Keith Blakelock ermordet wurde, entwickelt. Die nachträgliche Bewertung der Vorgänge zeigte, dass eine dienstgradbasierte Befehlskette auf plötzliche Ereignisse nicht angemessen reagieren konnte. Daher wurde eine dreigliedrige Struktur eingerichtet, die sich schnell in der Polizei und den Notfallkräften verbreitete. Mit dem Civil Contingencies Act 2004 wurde die rechtliche Grundlage geschaffen.

## Befehlsebenen

### Gold
Der Gold Commander ist der oberste Befehlshaber. Er steuert den Vorgang nicht vor Ort, sondern aus einem Kontrollraum und legt die Strategie für den Umgang mit dem Vorfall fest. Er wird durch den örtlichen Chief constable als Vorgesetztem der Polizei unterstützt.

### Silber
Der Silver Commander ist der taktische Befehlshaber, der die strategischen Vorgaben in Handlungsanweisungen umsetzt. Abhängig von der Art des Vorfalls kann er vor Ort anwesend sein. Üblicherweise sind Silver Commander der Feuerwehr vor Ort, das Gegenstück der Polizei eher von einem andern Ort aus eingebunden.
Hierfür können mobile Führungsfahrzeuge verwendet werden; häufig wird auch die örtliche Polizeistation verwendet. Die verbreitete Annahme, das es einen großen Kontrollraum für die Einsatzkräfte gäbe, ist nur in Einzelfällen richtig.

### Bronze
Der Bronze Commander arbeitet unmittelbar vor Ort mit den Einsatzkräften zusammen. 
Bei Einsätzen an unterschiedlichen Orten können Bronze Commander für jeden Ort bestimmt werden. Ebenso können komplexe Aufgaben auf mehrere Bronze Commander pro Ort aufgeteilt werden.
Im UK sind die Verantwortungs- und Zuständigkeitsstrukturen für bewaffnete (firearms) und unbewaffnete (public order) Polizeieinheiten getrennt. Dementsprechend werden hier auch auf operativer Ebene je ein Bronze Commander eingesetzt.